# Aciurina aplopappi
Aciurina aplopappi är en tvåvingeart som först beskrevs av Daniel William Coquillett 1894.  Aciurina aplopappi ingår i släktet Aciurina och familjen borrflugor. Inga underarter finns listade i Catalogue of Life.